# Episodi di Superstore (prima stagione)
La prima stagione della serie televisiva Superstore è stata trasmessa in prima visione assoluta negli Stati Uniti d'America da NBC dal 30 novembre 2015 al 22 febbraio 2016.
Il terzo episodio, prima della messa in onda televisiva, è stato distribuito per la prima volta online dal giorno seguente il debutto della serie.
In Italia, la stagione è stata trasmessa in prima visione a pagamento da Joi, canale della piattaforma Mediaset Premium, dal 7 ottobre 2016; in chiaro è stata trasmessa da Italia 1 dal 12 ottobre 2017.
| nº | Titolo originale | Titolo italiano           | Prima TV USA     | Prima TV Italia  |
| -- | ---------------- | ------------------------- | ---------------- | ---------------- |
| 1  | Pilot            | Benvenuti al Cloud 9      | 30 novembre 2015 | 7 ottobre 2016   |
| 2  | Magazine Profile | La rivista aziendale      | 30 novembre 2015 | 7 ottobre 2016   |
| 3  | Shots and Salsa  | Vaccini e salse           | 28 dicembre 2015 | 14 ottobre 2016  |
| 4  | Mannequin        | Manichino                 | 4 gennaio 2016   | 14 ottobre 2016  |
| 5  | Shoplifter       | Furto al negozio          | 11 gennaio 2016  | 21 ottobre 2016  |
| 6  | Secret Shopper   | Il cliente misterioso     | 18 gennaio 2016  | 21 ottobre 2016  |
| 7  | Color Wars       | La gara dei colori        | 25 gennaio 2016  | 28 ottobre 2016  |
| 8  | Wedding Day Sale | Saldi nuziali             | 1º febbraio 2016 | 28 ottobre 2016  |
| 9  | All-Nighter      | Una notte al Cloud 9      | 8 febbraio 2016  | 4 novembre 2016  |
| 10 | Demotion         | Una decisione inaspettata | 15 febbraio 2016 | 4 novembre 2016  |
| 11 | Labor            | Sciopero!                 | 22 febbraio 2016 | 11 novembre 2016 |